# Street Fighter - Sfida finale
Street Fighter - Sfida finale (Street Fighter) è un film d'azione del 1994 diretto da Steven E. de Souza. Il film è basato sulla popolare serie di videogiochi Street Fighter e in particolar modo sulla trama e sui personaggi del capitolo Super Street Fighter II. La pellicola è stata dedicata a Raúl Juliá, deceduto poco dopo il completamento del film.
È stato distribuito in Italia il 13 aprile 1995.

## Trama
A Shadaloo, piccola cittadina costiera in un non ben precisato punto del Sud-est asiatico, il generale M. Bison regna come un dittatore. Dopo aver catturato dei cittadini occidentali, Bison pone un ultimatum alle Nazioni Alleate che lo stanno combattendo: pagare un riscatto di 20 miliardi di dollari entro 72 ore o gli ostaggi moriranno.
Il colonnello William F. Guile, comandante delle truppe delle Nazioni Alleate, non ci sta e promette agli ostaggi che li salverà. Inoltre ha un motivo personale per farlo: Bison ha preso come ostaggio un soldato, un certo Carlos Blanka, detto Charlie, che per Guile è come un fratello.
Nel frattempo, in Thailandia, Ryu Hoshi e Ken Masters, il primo giapponese dal temperamento mite, il secondo americano scavezzacollo, si ritrovano al cospetto del boss della mafia thailandese Victor Sagat: gli stanno infatti vendendo armi potentissime che sono in realtà dei giocattoli, in quanto Ken e Ryu sono dei truffatori. I due vengono scoperti e obbligati a combattere nel giro di combattimenti clandestini di Sagat. Il primo incontro vede Ryu contro il campione di Sagat, Vega, un agile combattente mascherato che si serve di un'arma con tre lame appuntite. Nel bel mezzo dell'incontro, le forze delle Nazioni Alleate fanno irruzione e arrestano tutti, compresi Sagat, Vega, Ryu e Ken.
Il tempo stringe e gli ostaggi sono in fin di vita, ma chi ne sta facendo di più le spese è il povero Charlie: è stato infatti scelto da Bison come cavia umana per creare una bestia spietata al suo servizio che conosca solo odio e morte. Il dottor Dhalsim, un idealista pacifista, è però contrario al progetto e quindi modifica l'essere permettendogli di distinguere il bene dal male.
A Shadaloo intanto arriva anche una troupe televisiva, composta dalla giovane giornalista cinese Chun-Li Ziang e dai suoi cameramen Balrog, un ex pugile, ed Edmond Honda, un corpulento hawaiano ex lottatore di sumo la cui reputazione è stata infangata dalla setta di Shadaloo (era quasi vicino ad essere uno yokozuna, ovvero un grande campione di sumo). Anche Chun-Li ha un motivo personale per essere lì: Bison è responsabile dell'assassinio di suo padre, il giudice di pace di un villaggio cinese che in passato si oppose alla tirannia del perfido generale.
I protagonisti finiscono nella fortezza di Bison, che tenterà in tutti i modi di difendere il suo impero con l'aiuto dei suoi alleati Zangief e Dee Jay (che, scoperte le vere intenzioni di Bison, decidono di disertare in favore di Guile). Ma alla fine, Guile riesce a sconfiggere Bison, gli ostaggi vengono salvati e le forze del male soccombono di fronte all'unione delle forze del bene.
Nella versione home video è presente una scena dopo i titoli di coda in cui emerge il braccio di Bison che riattiva il computer, facendo intuire un potenziale sequel che poi non venne mai prodotto.

## Accoglienza
Il film ha incassato circa 100 milioni $ in tutto il mondo, a fronte di un costo di 35 milioni.
Ha ricevuto critiche miste, molte delle quali negative, principalmente su Rotten Tomatoes, mentre più positive su CinemaScore.

## Media correlati
DC Comics pubblica nel 1994 l'adattamento a fumetti ufficiale del film, dal titolo Street Fighter: The Battle for Shadaloo, disegnato da Nick J. Napolitano e scritto da by Mike McAvennie. Nello stesso anno su CoroCoro Comics Special esce anche un adattamento manga del film, di Takayuki Sakai.
Nonostante il film fosse ispirato da un videogame, sono stati ispirati e prodotti a loro volta due videogiochi dal film. Il primo un arcade coin-up da sala giochi, dal titolo Street Fighter: The Movie, prodotto da American Developer Incredible Technologies e distribuito da Capcom. Il secondo, con l'omonimo titolo, prodotto e distribuito da Capcom, uscito per consolle su Sony PlayStation e Sega Saturn. Il gioco per consolle nonostante lo stesso titolo non è un porting del titolo da sala. Capcom annunciò anche una versione per Sega 32X, sviluppata da un team americano, ma non fu mai commercializzata.
La storia di Charlie che si trasforma in Blanka, tramite lo scienziato Dhalsim, è stata presa da diversi media, dal videogame Street Fighter Alpha: Warriors' Dreams, anche se in questo caso Charlie è un personaggio a parte da Blanka, ad altri media come serie animate e fumetti, che ripresero Blanka e Charlie come lo stesso personaggio.

## Riconoscimenti
Il film ricevette due candidature ai Saturn Award: Miglior film di fantascienza e Miglior attore non protagonista (nomination postuma per Raúl Juliá).

## Sequel
Nel 2003 era stato proposto a Jean-Claude Van Damme di partecipare a un sequel del film, da Universal. Damian Chapa e Byron Mann sarebbero ritornati. Il ruolo di Cammy questa volta sarebbe stato interpretato da Holly Valance e fra i nuovi volti presenti anche quello di Dolph Lundgren. Il progetto è stato poi accantonato, e la Fox ha prodotto Street Fighter - La leggenda, per cui Van Damme ha rifiutato la proposta di interpretare nuovamente Guile.